# 格鬥士戰鬥機

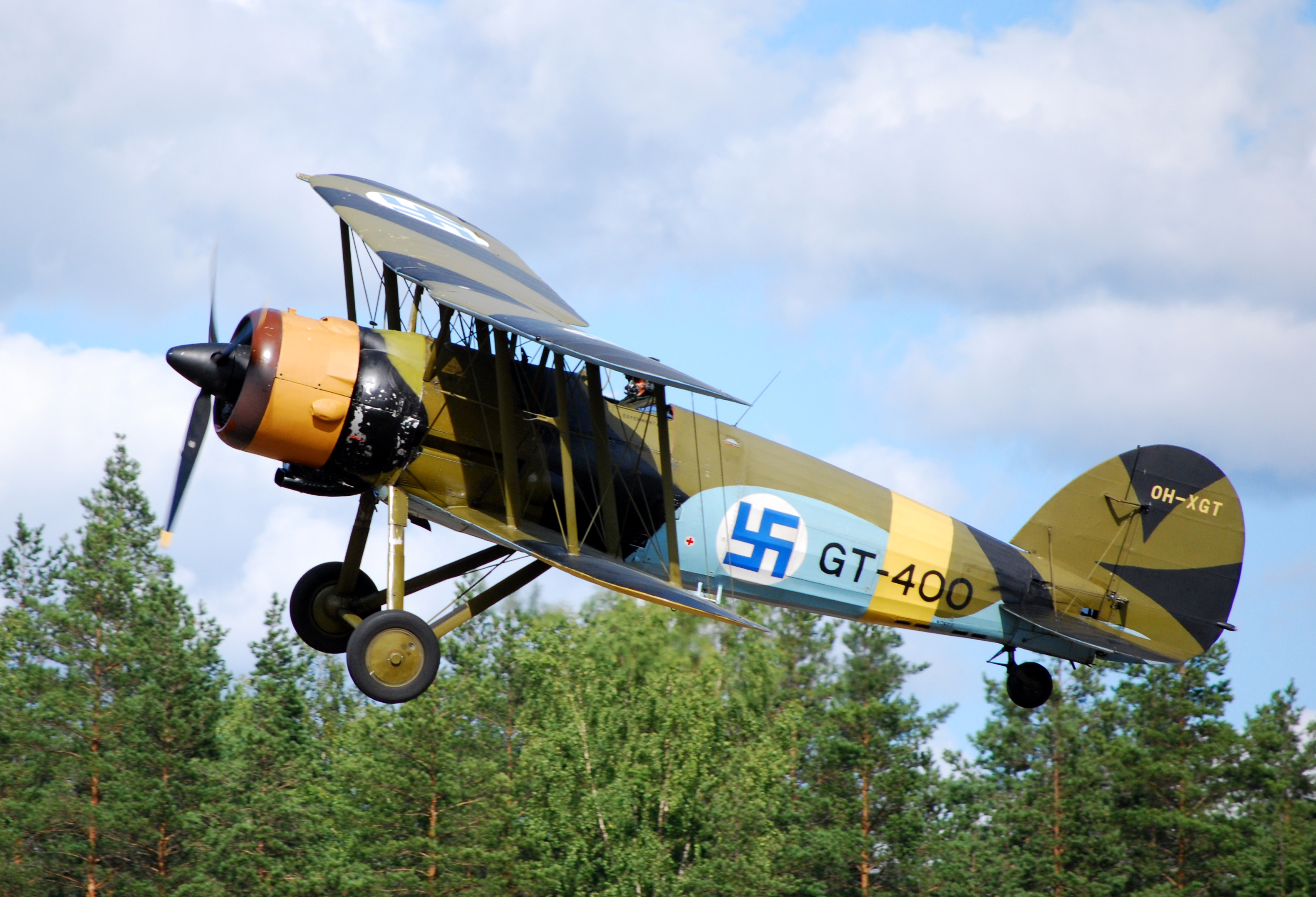
手套式戰鬥機

格鬥士式戰鬥機（英語：Gloster Gladiator），又作角鬥士式戰鬥機，是由英國哥士達（GLOSTER）研製出來的一種雙翼戰鬥機而且是英國最後的一種雙翼機，此機由手套式戰鬥機發展而來，飛機工程師福爾蘭（Henry Philip Folland）在此機的基礎上再研發而成為格鬥士式戰鬥機，1934年試飛成功後被英國皇家空軍下了首批231架訂單，1937年開始裝備26個飛行隊，英國皇家海軍也採用此機的艦載機型海格鬥士。

## 基本資料（格鬥士一型）
- 機長：8.36米
- 翼展：9.83米
- 機高：3.58米
- 空重：1,462公斤
- 載重：2,088公斤
- 翼面積：30平方米
- 最快時速：407公里/小時
- 航程：710公里
- 昇限：10,000米
- 發動機：風冷式水星9型（830匹馬力）

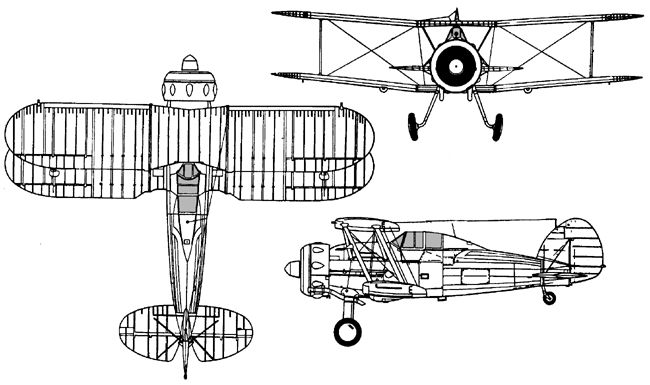
格鬥士式戰鬥機三視圖

- 武裝：早期機頭兩支7.7毫米口徑維克斯機槍+機翼兩支7.7毫米口徑路易士機槍，後來改為4支美製M1919機槍。

## 機身設計和主要型號

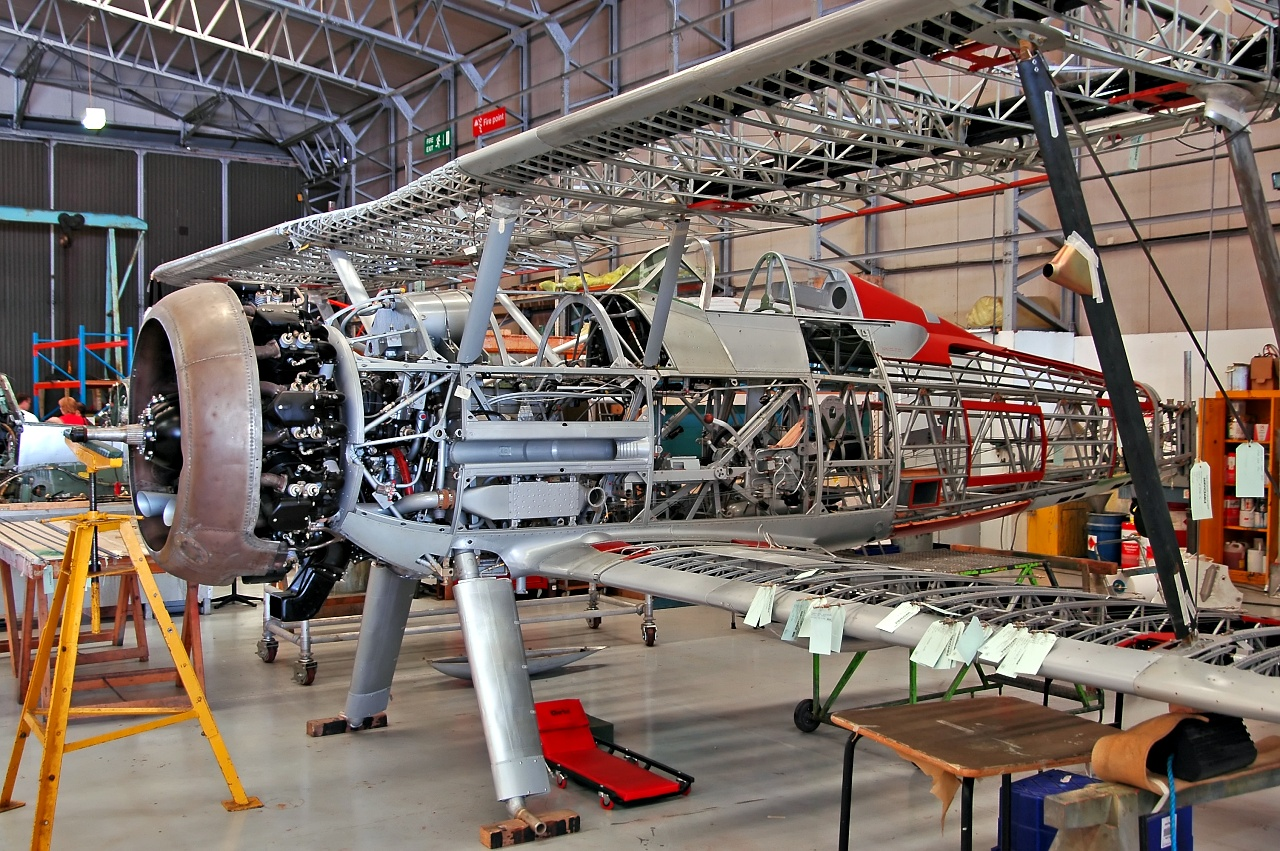
格鬥士的內部結構

格鬥士的機身內部為鋼管主樑和鋁合金框架結構，外表是前部份鋁合金蒙皮而後部份帆布覆蓋，機翼為前後兩條鋼管主樑，鋁合金翼橫切面框架外覆帆布，上下機翼皆有油壓推動的襟翼以利起降，其駕駛艙的封閉式故有透明玻璃座艙罩，早期機頭兩支7.7毫米口徑維克斯機槍和機翼兩支7.7毫米口徑路易士機槍，後來統一為4支美製M1919機槍。

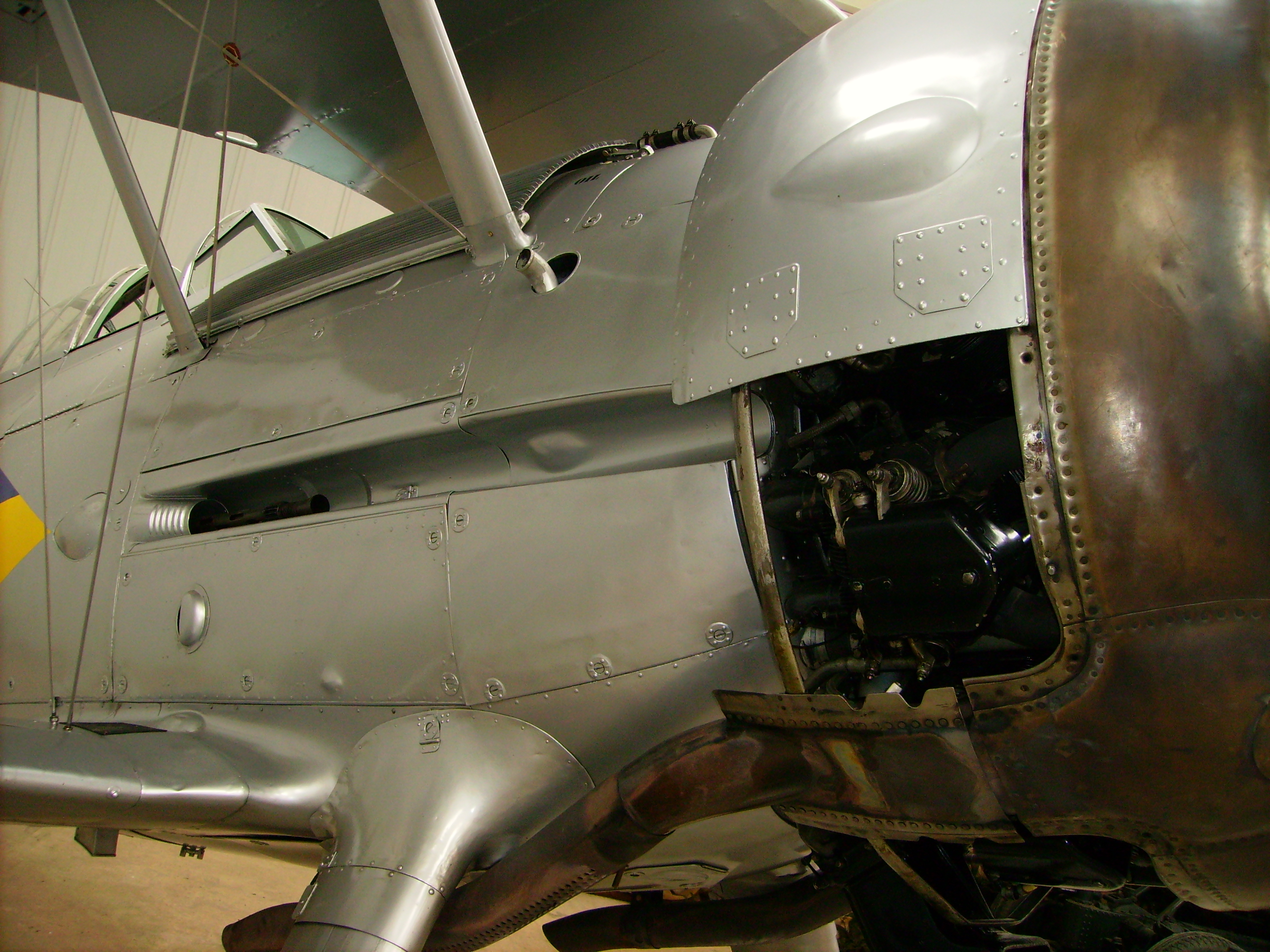
機頭機槍

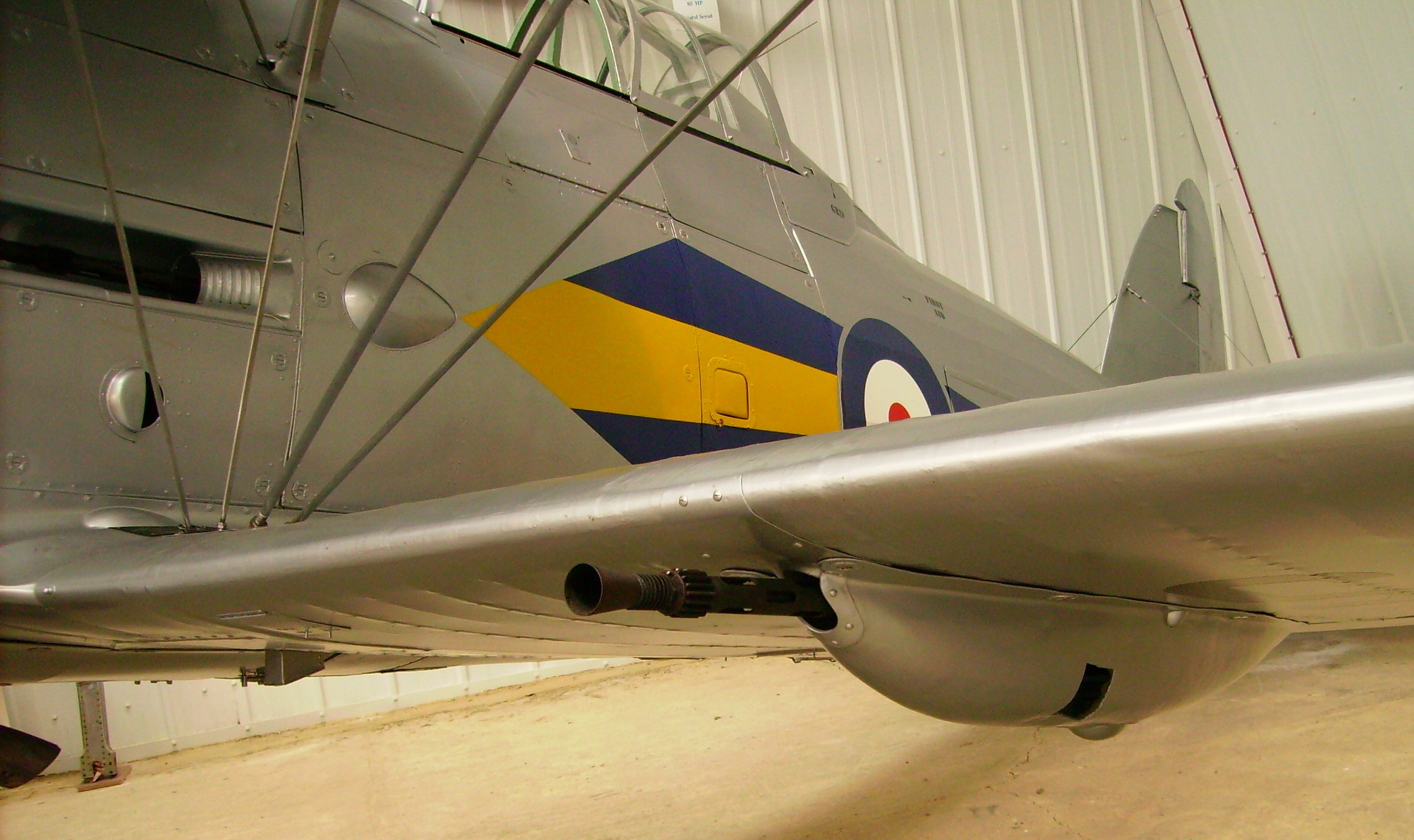
機翼機槍

- 格鬥士一型

早期型，使用木製雙葉螺旋槳
- 格鬥士二型

改用金屬製三葉螺旋槳
- 海格鬥士

改用可變距螺旋槳和著艦鈎，共生產60架

## 實戰

### 歐洲戰場
格鬥士在第二次世界大戰爆發時在英國本土和海外殖民地（非洲和中東）皆有派駐，當德軍在1940年發動法國戰役時，英國駐法遠征軍仍配備有兩個中隊的格鬥士，此外在挪威的英軍也有一個中隊，但由於德軍勢如破竹的攻勢，這些格鬥士戰鬥機很快就損失殆盡。不列顛空戰時駐英國本土的格鬥士也曾經有攻擊德軍轟炸並取得少量的實戰擊落紀錄，但大多數任務都已經是噴火式戰鬥機和颶風式戰鬥機兩種主力機種的天下了。儘管如此，同年4月意大利軍進攻北非和地中海，英軍的格鬥士在北非和希臘等地和（相對於德軍，仍然與格鬥士同為較落伍雙翼機的）意軍戰鬥機交戰，期間英國皇家海軍航空母艦鷹號和光榮號的海格鬥士也加入戰鬥，並取得不錯的戰果，尤其在馬爾他島空中戰役的初期。

### 中國戰場

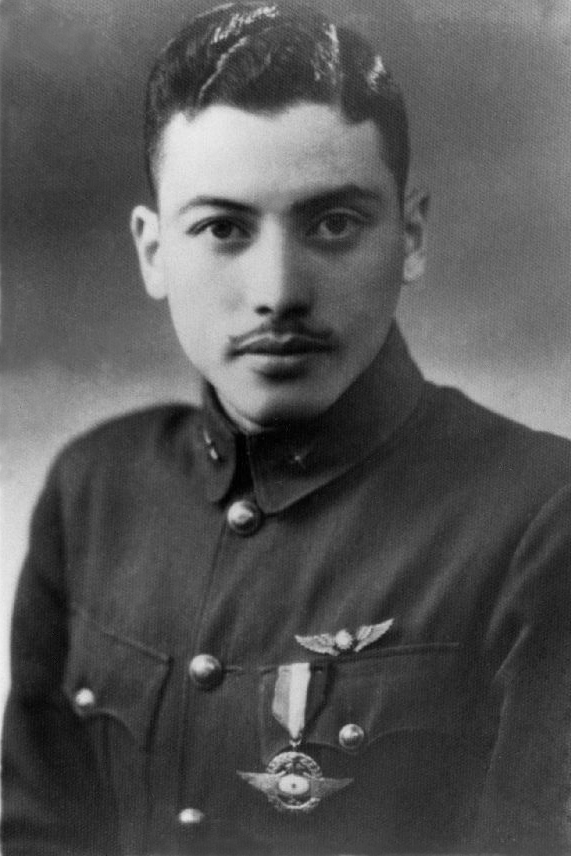
中國空軍駕駛格鬥士的空戰英雄陳瑞鈿

中國空軍在抗戰爆發後的1937年8月經香港運了36架格鬥士一型，裝備第28、第29和第32中隊去保衛廣東等華南地區，中國空軍的格鬥士曾參與粵北、廣州和武漢等地的空戰，當時國軍飛行員稱其為格機，而為了中國空軍的需要而採用7.62毫米口徑型號的M1919機槍，以便發射當時中國空軍所採用的美式機槍子彈。
1938年2月24日，大日本帝國海軍水上飛機母艦能登呂號總共派出5架九五式水上偵察機在13架九五式艦上戰鬥機的護航下轟炸在粵北的南雄機場，第29中隊隊長黃新瑞帶領6架格鬥士迎敵，期間黃新瑞為了追擊日機而追至韶關上空，此戰國軍擊落日機2架傷5架而國軍損失兩架傷3架。
同年2月28日，黃新瑞沿九廣鐵路東飛時發現日軍4架九五式水上偵察機，黃新瑞向日機俯衝開火擊落一架，4月13日，38架日機來轟炸廣州，駐天河機場的第28中隊18架格鬥士迎敵，此戰日機被擊落7架而國軍的格鬥士有一架被擊落和兩架被擊傷，5月31日，4架國軍的格鬥士在從南昌飛往湖口途中遇上一隊日軍九五式水上偵察機，國軍擊落日機兩架傷多架而自己無一損失，6月16日，日軍9架九六式陸上攻擊機轟炸南雄，國軍9架格鬥士迎敵，國軍擊落3架而自己損失兩架。
1938年7月29日，第28中隊的11架格鬥士由韶關飛往漢口去參加武漢大空戰，8月3日，多達70架日機轟炸漢口，中國空軍和蘇聯志願航空隊的20架I-15、13架I-16、7架霍克三和11架格鬥士起飛迎敵，其中駕駛I-15的指揮官是吳汝鎏而駕駛格鬥士的指揮官是陳瑞鈿，日軍則派出新銳的九六式艦載戰鬥機，陳瑞鈿的格鬥士機隊當遇到日軍九六艦戰時立即爬昇可是日機仍向下俯衝發動攻擊，混戰中陳瑞鈿用機槍擊落一架九六式和用座機撞落了一架，之後他跳傘落地後被送醫院。
同年8月26日，吳汝鎏的第32中隊帶領9架格鬥士進駐南雄機場，豈料有漢奸通知日軍，第二日日軍又派出6架九五艦戰和11架九六艦戰到南雄，此戰國軍損失了7架格鬥士，第32中隊唯有移往衡陽。
1939年12月27日崑崙關戰役期間，已出院的陳瑞鈿帶領3架格鬥士和3架I-152為轟炸崑崙關日軍的SB-2轟炸機護航，在二塘上空遇上日軍十多架九六艦戰，陳瑞鈿在擊落兩架日機後被另一架九六艦戰擊落。
中國空軍的36架格鬥士最後全部在空戰當中被日機擊落而自己也擊落了48架日機。

## 使用國家

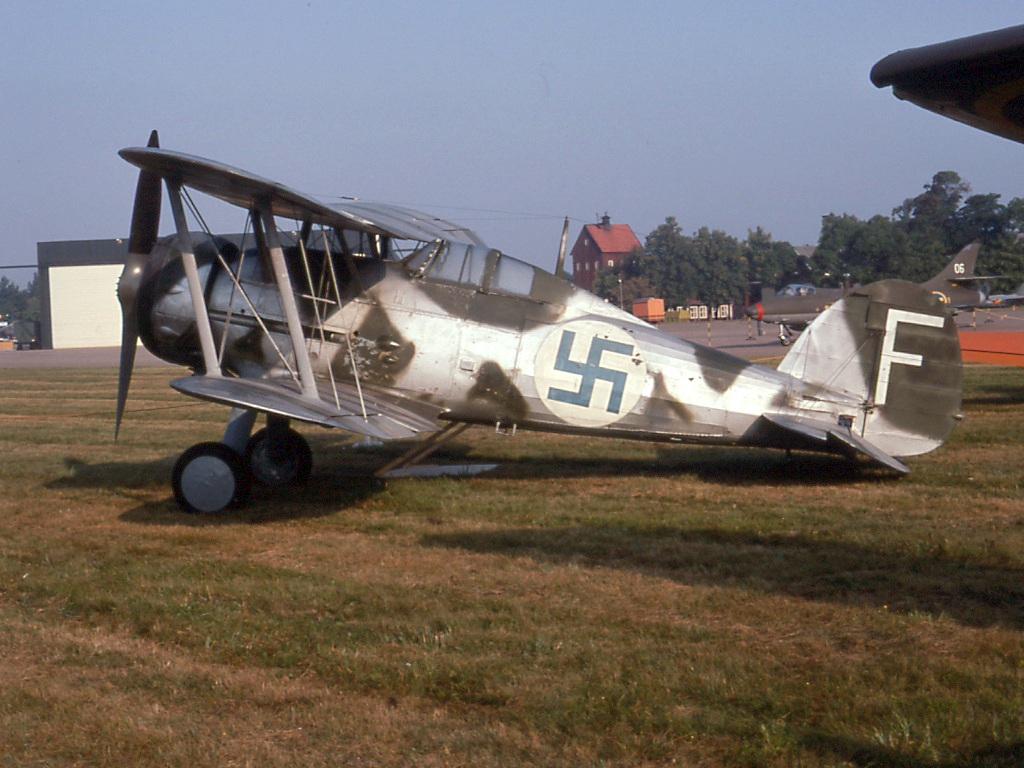
芬蘭空軍的格鬥士

- 英国（生產國）
- 比利时
- 中華民國
- 埃及
- 自由法國
- 芬兰
- 德意志國（虜獲）
- 希腊
- 伊拉克
- 爱尔兰
- 拉脫維亞
- 立陶宛
- 挪威
- 葡萄牙
- 羅馬尼亞
- 南非
- 苏联
- 瑞典

## 外部連結
- 叱咤我國南疆的英製格羅斯特鬥士型戰鬥機

1. 1 2  . flyingtiger-cacw.com.   [2024-08-29]. （原始内容存档于2024-03-05）.
2. ↑  . flyingtiger-cacw.com.   [2024-08-29]. （原始内容存档于2024-04-17）.